# جاكي موريل
جاكي موريل (بالفرنسية: Jacky Morael)‏ (26 نوفمبر 1959 – 6 ديسمبر 2016) هو سياسي بلجيكي راحل.